# 遺伝子組み換え作物規制条例
遺伝子組み換え作物規制条例（いでんしくみかえさくもつきせいじょうれい）とは地方自治体の条例。

## 概要
遺伝子組み換え作物の栽培等を規制することにより、遺伝子組換え作物の一般作物への混入と生産上や流通上の混乱を防止することを目的としている。
遺伝子組み換え作物の栽培等について届出制又は許可制とし、説明会の開催を義務づけられている。

## 道県の条例
| 道県     | 条例名                                                       |
| -------- | ------------------------------------------------------------ |
| 北海道   | 北海道遺伝子組換え作物の栽培等による交雑等の防止に関する条例 |
| 新潟県   | 新潟県遺伝子組換え作物の栽培等による交雑等の防止に関する条例 |
| 神奈川県 | 神奈川県遺伝子組換え作物交雑等防止条例                       |